# Borisz Godunov (opera)
A Borisz Godunov Modeszt Petrovics Muszorgszkij operája, melyet Alekszandr Puskin azonos című drámája nyomán írt; a szövegkönyv is a zeneszerző munkája. Az opera első változatát 1868–69-ben komponálta, majd 1871–1872-ben átdolgozta művét. A teljes darab ősbemutatója 1874. január 24-én volt Szentpétervárott. Nagy közönségsikert aratott, de a kritikusok fanyalogva fogadták. Többek között Rimszkij-Korszakov is vegyes érzelmeket táplált barátja egyetlen befejezett operája iránt, ezért 1896-ban átdolgozta, újrahangszerelte a szerinte jobb sorsra érdemes művet. A cári opera végül ezt a változatot tűzte újból műsorra 1904-ben, és egészen 1975-ig ezt játszották a világ operaházai is. Az 1940-es évek elején a moszkvai Bolsoj Színház megbízta Dmitrij Sosztakovicsot is az opera átdolgozásával, de az ő verzióját csak ritkán veszik elő. 1975-ben David Lloyd-Jones, nagyrészt orosz művekre szakosodott karmester rekonstruálta az eredeti partitúrát, és elkészítette az opera kritikai kiadását. A Borisz Godunovot azóta általában ebben az autentikus formában játsszák. Ezt a változatot Magyarországon egészen 2010 áprilisáig nem mutatták be: ekkor a debreceni Csokonai Színház vitte színre. A Magyar Állami Operaház az 1999-es felújítás alkalmából is Rimszkij-Korszakov verzióját játszotta.

## Az opera irodalmi előzményei

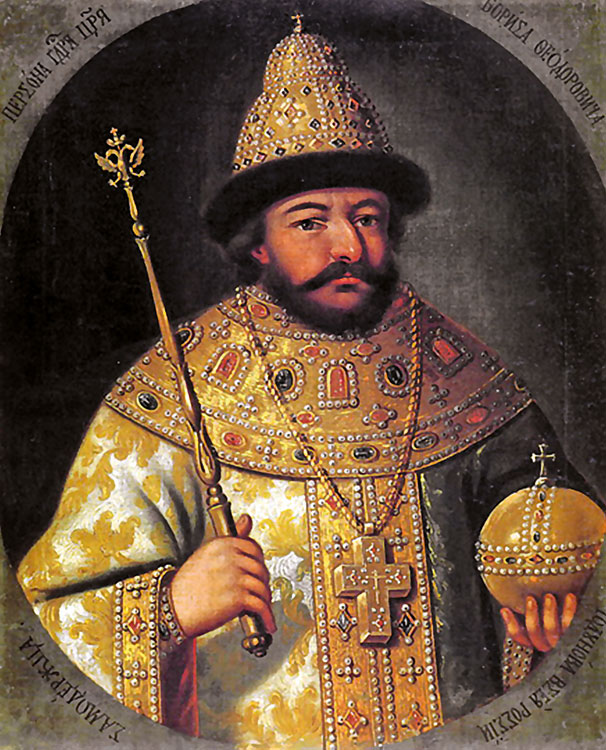
Borisz Godunov cár arcképe

Borisz Godunov történetét a 19. században először Nyikolaj Mihajlovics Karamzin (1766–1826) dolgozta fel Isztorija goszudarsztva rosszijszkovo (Az orosz állam története, 1818–1829) című tizenkét kötetes történelmi munkájában. Karamzin eleinte irodalmi műveket írt, de 1803 környékén felhagyott ezzel, és ettől fogva csak történeti munkákat publikált. Az orosz állam történetével foglalkozó könyve óriási sikert aratott. Amikor Karamzin megbízást kapott az Orosz Birodalom történetének megírására, sokkal több dokumentumhoz fért hozzá, mint előtte bárki más, aki az orosz történelemmel foglalkozott. Hangvétele azonban szentimentális: moralizál és tanítani akar, vagyis munkája nem a mai értelemben vett, modern történeti mű. Ő fogalmazta meg először azt a konzervatív orosz nemzetszemléletet, amely az önkényuralomban és a jobbágyrendszerben sajátosan orosz, szükségszerű létformát lát.
Puskin (1799–1837) mihajlovszkojei száműzetésében tanulmányozta a történelmet, ennek az eredménye lett az 1825-ben megírt Borisz Godunov című drámája, ami tehát közvetlenül Karamzin munkájának megjelenése után készült el, de kiadását a darab formabontó szerkezete, illetve politikai tartalma miatt hat évig nem engedélyezték, így 1831-ig szamizdatban terjedt. Közben mind a cenzúra, mind Puskin író kollégái több javaslatot tettek a dráma egyes elemeinek megváltoztatására, sőt, maga a cár is előállt javaslataival. Puskin a legtöbb kérésnek eleget tett, így a drámának ma több szövegváltozata is ismert. A Borisz Godunov színpadi bemutatóját 1870-ig nem engedélyezték a hatóságok, így Muszorgszkij operájának közönségsikere egyértelműen hozzájárult a dráma népszerűségéhez is. Puskin színdarabjában Karamzin elbeszélésénél sokkal inkább a lelki folyamatokra, a bűn és bűnhődés témájára helyezte a hangsúlyt.
Muszorgszkij nem törekedett az eredeti szöveg szó szerinti átvételére, és a szóló részektől eltekintve a szövegkönyv nem verses. Puskin szövegét nagyrészt ritmikus prózával helyettesítette, a ritmus alapjául pedig az élő beszéd zenei intonációját vette. Puskin eredeti szövegének meghagyására csak a recitativ részekben ügyelt aprólékosan.
Borisz Godunov történetét egyébként először Lope de Vega állította színpadra, az ő drámája egyúttal Friedrich Schiller befejezetlen tragédiájának a forrása is. Az orosz irodalomban Puskin után Alekszandr Nyikolajevics Osztrovszkij tragédiát, Lev Tolsztoj pedig drámatrilógiát írt a történetből. Az első Borisz Godunov-opera Johann Mattheson barokk zeneszerző munkája volt, 1710-ben. Muszorgszkij után Antonín Dvořák komponált operát a történetből, Dmitrij címmel.

## Az opera története és utóélete
Muszorgszkij egyik tanítványa Mihail Ivanovics Glinka testvére, Ljudmila Sesztakova volt. Ő hívta fel mestere figyelmét egy, a Puskin drámai műveit egybegyűjtő kötetre. Azt ajánlotta neki, ha komolyan opera komponálásán gondolkozik akkor Puskin egyik színdarabját válassza szüzsének. A zeneszerző így talált rá Puskin Borisz Godunov című drámájára.
Muszorgszkij 1868-ban kezdett el dolgozni egyetlen befejezett operáján. A partitúrával tizenöt hónappal később, 1869 decemberében készült el. A kész művet benyújtotta a szentpétervári operához, azonban a színház visszautasította a darabot. A színpadra állítás ellen több kifogásuk is volt, egyebek között az, hogy a darabnak nem volt női főszereplője. Ezenkívül írásos dokumentumok bizonyítják, hogy a színházi bizottságot sokkolta az opera újszerűsége és nyersessége. Így végül az ős Borisz sohasem hangzott el operaszínpadon.

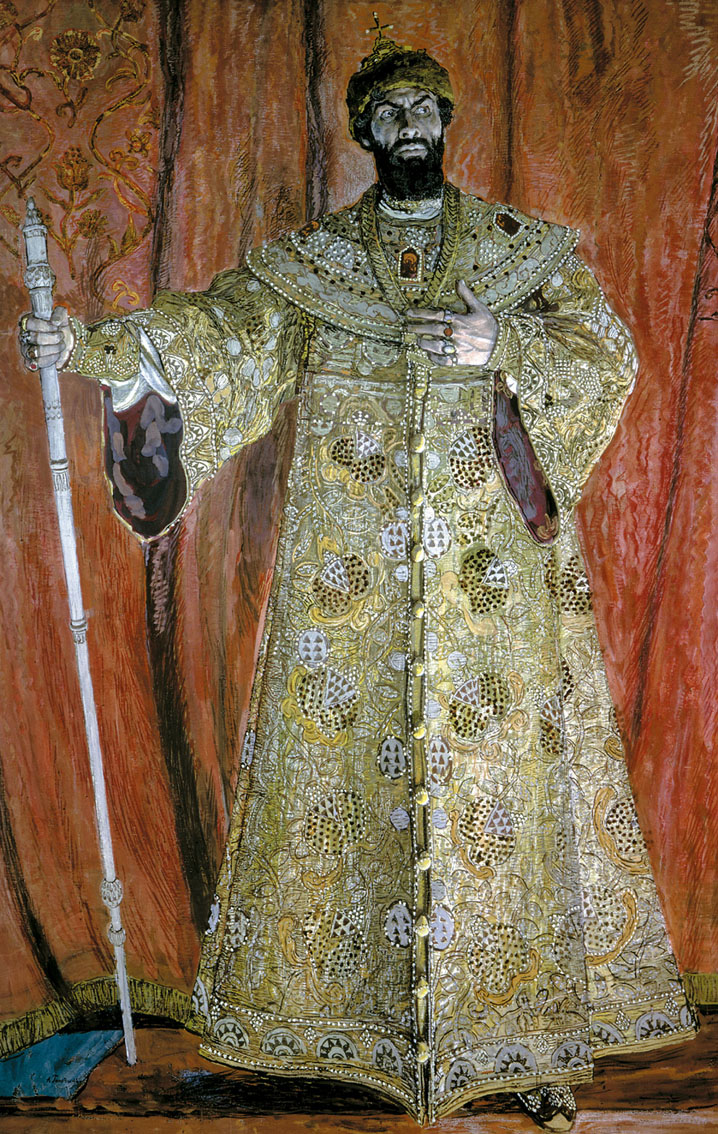
Fjodor Saljapin Borisz Godunov szerepében

Muszorgszkij nem tehetett mást: átdolgozta művét. Kihúzta a Vaszilij Blazsennij-székesegyház előtti jelenetet, új szereplőként felléptette Marinát, valamint ekkor írta meg a kromi erdőben játszódó epizódot is. Több jelenetet meghúzott, új áriákat iktatott be. Komponált egy teljesen új harmadik felvonást is, amiben főszerephez juttatta a szoprán szólamát. Az opera zárójelenetét is megváltoztatta: a második verzió szerint a darab a forradalmi jelenettel és a bolond áriájával ér véget. A munkával két év alatt, 1872-re készült el. A következő évben az opera három jelenetét bemutatták a Mariinszkij Színházban, 1874-ben pedig kiadták a Borisz Godunov zongorakivonatát. Az ősbemutató is abban az évben esett meg. A kisebb húzásokkal színpadra állított opera nagy közönségsikert aratott, de a kritikusok tetszését nem nyerte el.
Cezar Kjui a gyenge librettó miatt támadta a művet, de kifogásolta Muszorgszkij wagnerizmusát, nyers hangfestését, éretlenségét, fogyatékos technikáját is. A szerzőt nagyon megviselték a negatív kritikák, de a Borisz 1879-ig műsoron maradt, halála után még ötször került színre, majd 1882-ben végleg kikerült a repertoárból.
Rimszkij-Korszakov Muszorgszkij halála után sajtó alá rendezte egykori barátja hagyatékát. Rimszkij-Korszakov már életében kedvelt operakomponista volt hazájában, mert sokkal konvencionálisabban gondolkozott és komponált, mint Muszorgszkij. Ennek következtében ellentétes érzelmekkel viszonyult a Borisz Godunovhoz. Egyrészt csodálta az operát eredetiségéért és függetlenségéért, másrészt nem tudott napirendre térni újszerű harmóniavilága és ritmikája felett. Ezért elhatározta, hogy megmenti az operát az utókor számára, vagyis átdolgozza, a közízléshez igazítva. A kezdetektől tisztában volt abban, hogy lesznek ellenzői, de meg volt győződve arról, hogy a mű fogyatékosságait az utókor sem fogja elfogadni.
Elvállalta hát, hogy megszerkeszti, újra harmonizálja és hangszereli a Boriszt. A munkával 1896-ban végzett, majd 1908-ban ismét elővette a darabot, hogy újabb simításokat hajtson végre rajta. Ekkor kihúzta – többek között – Pimen cellabeli monológját, elhagyta a fjodori órajátékot, valamint felcserélte a két utolsó színt. Ezzel az utóbbi változtatással Puskin eredeti koncepcióját is aláásta. A cári opera az átdolgozott verziót 1904-ben tűzte először műsorra, majd Nyugat-Európában is ez a verzió vált ismertté, és sokáig ez uralta a színpadokat. Összességében elmondható, hogy Rimszkij-Korszakov kisimította Muszorgszkij metrikáját, harmóniáját, szólamtechnikáját és frazeálását, az eredeti hangszerelést sokkal lágyabb hangzással helyettesítette. Az első átdolgozással szinte teljesen újraírta az operát, majd tíz évvel később, a negyedik átdolgozáskor visszaállított több, korábban kihúzott részletet, de a saját betoldásait természetesen meghagyta benne. Általában ma is ezt tűzik műsorra.

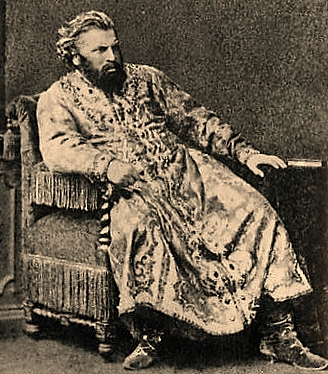
Iván Melnyikov, az 1874-es ősbemutató Borisz Godunovja

Rimszkij-Korszakov verziójával az a legnagyobb probléma, hogy megváltoztatta az opera arculatát: nyugatiasra simította Muszorgszkij nyers, erőteljes drámai sodrását. Ezután Karol Rathaus változtatott még néhány sort a partitúrán, de ezek csak foldozgatások voltak, alapjaiban nem érintették a mű jellegét (Rathaus lényegében az 1872-es változatot egészítette ki az 1869-es verzió alapján, a New York-i bemutató számára). Ezt a változatot csak félmegoldásnak ítélték, elsősorban ezért adhatott megbízást a moszkvai Bolsoj Színház 1940-ben Dmitrij Dmitrijevics Sosztakovicsnak a Borisz átdolgozására. Sosztakovics mélyen belenyúlt az opera harmóniamenetébe, sok helyütt megváltoztatta a szólamszerkesztést és egyéb, Muszorgszkij művét alapjában meghatározó elemeket. Sosztakovics viszont — Rimszkij-Korszakovval ellentétben — nem írta át Muszorgszkij nyers zenei tömbjeit: megfelelő zenei hangzásokba öltöztetve megtartotta a nem egyszer erőszakosnak ható hangsúlyokat.
Sosztakovics összességében többet tartott meg Muszorgszkij eredeti koncepciójából. Az ő verziója azonban annyira bonyolult és nehezen előadható, hogy csak ritkán mutatják be. Legutóbb Sosztakovics születésének századik évfordulójára újította fel a Helikon opera.
Az opera eredeti változatának teljes kiadása csak 1928-ban készült el, a 20. században először pedig 1935-ben adták elő a londoni Sadler's Wells Theatre-ben. Az orosz színházak nem sokat tettek az eredeti verzió repertoárba való visszaállításáért, az orosz közvélemény szerint ugyanis Rimszkij-Korszakov éppen hogy megmentette az utókor számára az orosz operairodalom egyik legnagyobb remekművét, így az eredeti változat rekonstruálását sem érezték szükségesnek.
David Lloyd-Jones 1979-ben elkészítette a mű rekonstruált, ma autentikusnak tekintett, kvázi kritikai kiadását, amely követte az 1869-es ős Boriszt, jelezve azon az 1872-es átdolgozás változtatásait. Ma általában ezt a változatot játsszák az operaházak, de hangfelvétel szinte valamennyi verzióból készült, és ki is adták őket.
Van az operának egy kevésbé ismert, Emilis Melngailis lett zeneszerző által készített hangszerelése is, amit 1925-ben mutattak be Rigában. Ez a változat az 1874-es átdolgozás újrahangszerelése.

### Magyarországon
A Magyar Állami Operaház 1913-ban tűzte először műsorra a Borisz Godunovot, természetesen Rimszkij-Korszakov átdolgozásában, de a bemutató nem aratott sikert. Az áttörés csak 1936-ban következett be, amikor Nádasdy Kálmán fordításával, Oláh Gusztáv díszleteivel, Solti György betanításával, valamint Issay Dobrowen vezényletével került színre. A rendezés Oláh és Dobrowen közös munkája volt. A címszereplőt Székely Mihály alakította, akinek neve Magyarországon összeforrt Borisz Godunovéval. Az eredeti, Muszorgszkij-féle átdolgozott verziót csak 1976-ban mutatták be Budapesten. Legutóbb 1999-ben újította fel a művet az Operaház, Szinetár Miklós rendezésében, de ekkor visszatértek a szerintük a közönséghez közelebb álló Rimszkij-Korszakov-féle verzióhoz. A Borisz Godunov magyarországi történetének újabb áttörése a 2010-es debreceni ősbemutató volt. Ekkor a Csokonai Nemzeti Színház operatársulata hazánkban elsőként az ős Boriszból kiindulva, azt az 1872-es átdolgozás anyagával kiegészítve, Vidnyánszky Attila rendezésében, Kocsár Balázs vezényletével  állított színpadra egy, Muszorgszkij eredeti szándékaihoz közelebb álló interpretációt. A Sosztakovics-féle változatot még nem mutatták be hazánkban, de a 2008-as Miskolci Nemzetközi Operafesztiválon a Helikon Opera vendégjátékából megismerkedhetett vele a magyar közönség is.

## Az opera szereplői és helyszínei
| Szereplő                                                 | Hangfekvés           |
| -------------------------------------------------------- | -------------------- |
| Borisz Godunov, orosz cár                                | basszus vagy bariton |
| Fjodor, a fia                                            | mezzoszoprán         |
| Kszenyija, a lánya                                       | szoprán              |
| Kszenyija dajkája                                        | alt                  |
| Vaszilij Sujszkij herceg                                 | tenor                |
| Andrej Scselkalov, a Duma titkára                        | bariton              |
| Pimen, krónikaíró szerzetes                              | basszus              |
| Grigorij Otrepjev, szerzetes, ál-Dmitrij, a trónkövetelő | tenor                |
| Marina Mnisek, a szandomiri vajda lánya                  | mezzoszoprán         |
| Varlaam, szökött szerzetes                               | basszus              |
| Miszail, szökött szerzetes                               | tenor                |
| Rangoni, jezsuita                                        | basszbariton         |
| Kocsmárosné                                              | mezzoszoprán         |
| A falu bolondja                                          | tenor                |
| A határőrség tisztje                                     | basszus              |
| Egy udvari bojár                                         | tenor                |
| Krucsov, bojár                                           | tenor                |
| Levickij, jezsuita                                       | basszus              |
| Csernyakovszkij, jezsuita                                | bariton              |
| Mityu, paraszt                                           | basszus              |
| Első parasztasszony                                      | mezzoszoprán         |
| Második parasztasszony                                   | alt                  |
| Egy paraszt                                              | tenor                |

- Kórus: nép, bojárok, sztrelecek, őrök, lengyel mágnásurak és hölgyek, szerzetesek, zarándokok. Igen nagy létszám, nagy feladat hárul az énekkarra.
- Történik: Oroszországban és Lengyelországban, 1598–1605 között
- Színhelyek: Prológus: 1. kép: a Szent Szűz kolostor udvara Moszkvában; 2. kép. tér a Kremlben, I. felvonás: 1. kép: Pimen cellája a Szent Csoda-kolostorban; 2. kép: kocsma a litván határon, II. felvonás: a cár szobája a Kremlben, III. felvonás: 1. kép: Marina szobája; 2. kép: a sandorimi vajda kastélyának kertje; 3. kép: Tér a moszkvai Vaszilij Blazsennij-székesegyház előtt; IV. felvonás: 1. kép: trónterem a Kremlben; 2. kép: erdei tisztás Kromi közelében.
- Játékidő: az autentikus verzió közel négy óra hosszú, a Rimszkij-Korszakov-féle, napjainkban is játszott átdolgozás egy órával rövidebb.[12][13]

## A zenekar összetétele
- Muszorgszkij hangszerelése
  - Vonósok: hegedűk, brácsák, csellók, nagybőgők
  - Fafúvósok: 2 fuvola, 1 piccolo, 1 oboa, 1 angolkürt, 2 klarinét, 2 fagott
  - Rézfúvósok: 4 vadászkürt, 2 trombita, 3 harsona, 1 tuba
  - Ütősök: üstdob, nagydob, pergődob, csörgődob, cintányérok, gong
  - Egyéb hangszerek: zongora, hárfa
  - Hangeffektusok a színfalak mögül: trombitaszó, harangszó
- Rimszkij-Korszakov hangszerelése
  - Vonósok: hegedűk, brácsák, csellók, nagybőgők
  - Fafúvósok: 2 fuvola, 1 piccolo, 1 oboa, 1 angolkürt, 2 klarinét, 1 basszusklarinét, 2 fagott
  - Rézfúvósok: 4 vadászkürt, 3 trombita, 3 harsona, 1 tuba
  - Ütősök: üstdob, nagydob, pergődob, csörgődob, cintányér
  - Egyéb hangszerek: zongora, hárfa
  - Hangeffektusok a színfalak mögül: trombitaszó, harangszó, gong ütés
- Sosztakovics hangszerelése
  - Vonósok: hegedűk, brácsák, csellók, nagybőgő
  - Fafúvósok: 2 fuvola, 1 piccolo vagy furulya, 2 oboa, 1 angolkürt, 3 klarinét, 1 basszusklarinét, 2 fagott, 1 kontrafagott
  - Rézfúvósok: 4 vadászkürt, 3 trombita, 3 harsona, 1 tuba
  - Ütősök: üstdob, nagydob, pergődob, cintányér, gong, triangulum, harangok, harangjáték, xilofon
  - Egyéb hangszerek: zongora, hárfa, cseleszta
  - Hangeffektusok a színfalak mögül: 4 trombita a színfalak mögött, 2 kornett, 2 angolkürt, 2 baritonkürt, 2 eufónium, 2 tuba, balalajka, domra

## Az opera cselekménye

### Prológus
1. kép: A Novogyevicsij-kolostor udvarán az összeterelt sokaság könyörög Borisznak, hogy fogadja el a cári koronát. Borisz korábban Fjodor helyett kormányzott mint régens. Fjodor Dmitrij trónörökös bátyja volt, s Dmitrijt Borisz gyilkoltatta meg. A nép most a rendőrfelügyelők korbácsütései és utasításai nyomására kérleli Boriszt, hogy mentse meg Oroszországot.
2. kép: Borisz eleinte habozik, majd elfogadja a cári koronát, és a nép megmentőként ünnepli. Lezajlik a koronázás, Borisz mindenkit ünnepi lakomára invitál.

### I. felvonás
1. kép: Pimen az orosz történelem krónikáját írja egész éjszaka a cellájában. Grigorij visszatérő álmából riad fel: látja magát, amint a moszkvai Kreml falain, egy meredek lépcsőn a bástya felé tart. A nép hangyaként nyüzsög a téren, nevetve mutogat rá, amitől elszégyelli magát, zuhanni kezd, aztán hirtelen felriad. Pimen Grigorijt szemelte ki utódjául, aki majd folytatni fogja a krónikát, de Grigorij képzeletét más dolgok foglalkoztatják. Megtudja, hogy a meggyilkolt cárevics, ha élne, egykorú lenne vele. Pimen elmeséli neki azt is, hogyan gyilkolták meg Dmitrijt. Grigorijt nagyon felzaklatja az eset. Elhatározza, hogy bosszút áll Boriszon: Dmitrijnek fogja kiadni magát.

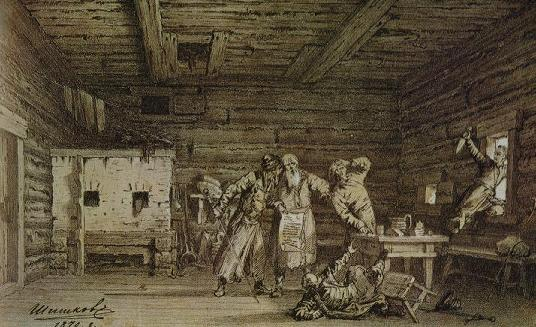
Siskov díszletterve a kocsmai jelenthez (1870)

2. kép: Grigorij megszökött a kolostorból. Két másik szökött szerzetes (Varlaam és Miszail) kíséretében éri el a litván határt. A kocsmárosnétól megtudja, hogy a hatóságok lezárták az országutat, mert egy moszkvai szökevényt keresnek, aki hamis állításaival felzaklatta a kedélyeket. A kocsmárosné azt is elmondja neki, hogyan juthat át a határon, az országútról letérve. Grigorij két társa közben lakmározni és inni kezd. Kis idő múlva megjelennek a zsandárok, és kérdezősködni kezdenek. Grigorij először nem kelti fel az érdeklődésüket, Varlaamra kezdenek el gyanakodni. Mivel nem tudnak olvasni, megkérik, hogy olvassa fel az elfogató parancsot. A szökött szerzetes azt hazudja, hogy nem tud olvasni. Ekkor ajánlkozik Grigorij, hogy majd ő kibetűzi a szöveget. A felolvasás alatt a szökevény személyleírását úgy torzítja el, hogy az ne a gyanúsítottra illjen rá. Varlaam ekkor gyanút fog. Kiveszi Girgorij kezéből az írást, hogy majd ő kibetűzi, ha nehézkesen is. Ekkor derül ki, hogy Grigorij a szökevény, akit keresnek, azonban sikerül megszöknie a zsandárok elől.

### II. felvonás
Kszenyija meghalt vőlegényét siratja, a dadája vigasztalni próbálja, akárcsak testvére, Fjodor. Vidám mesébe kezdenek, ekkor lép be a szobába Borisz. Ő is vigasztalni próbálja Kszenyiját, majd Fjodortól kérdezi, hogy mivel tölti idejét. Fjodor elmondja neki, hogy éppen az Orosz Birodalom térképét tanulmányozza. Ekkor zajt hallanak, s Borisz elküldi a fiát, hogy nézze meg mi történt. Közben Sujszkij herceg kér bebocsátást. Fjodor visszatér, és elmondja, hogy a papagájt haragította meg a dadus, aki ezért mindenkit megbúbolt a szobában. Borisz elküldi fiát. Lelkiismerete nem tiszta. Örökös rettegésben él, ráadásul Sujszkij is rossz híreket hozott: valaki Dmitrij cárevicsnek adja ki magát Lengyelországban, és sereget gyűjt Moszkva ellen. Borisz megesketi Sujszkijt, hogy látta meghalni Dmitrijt, aki meg is esküszik, de figyelmezteti az uralkodót, hogy Dmitrij neve egységgé kovácsolhatja ellenük a tömeget. Boriszt megrohanják látomásai: látja, amint a cárevics kegyelemért könyörög, miközben sebeiből ömlik a vér. A cár annyira felizgatja magát, hogy végül eszméletlenül rogy össze.

### III. felvonás

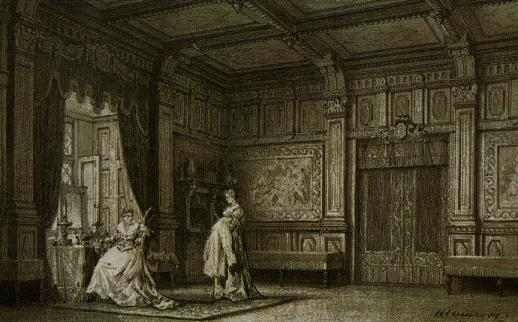
Marina szobája, Siskov díszletterve (1870)

1. kép: Marina Mniseket udvarhölgyei öltöztetik. A gőgös lengyel hercegnőbe beleszeretett a magát Dmitrijnek kiadó szökevény. Marina arról álmodozik, hogy orosz cárnéként térdre kényszeríti Moszkva népét. Megjelenik Rangoni, a gyóntatója, aki rábírja, hogy mindenáron érje el: Dmitrij adjon garanciát az orosz trón visszaszerzésére, és akkor a katolikus egyház végre visszahódíthatja az ortodoxoktól a hatalmas birodalmat. A lány először ellenkezik, de Rangoni végül megtöri.
2. kép: A kastély parkjában Rangoni átadja Marina üzenetét az ál-Dmitrijnek. A hercegnő ebben közli udvarlójával, hogy sok csúfolódást és megaláztatást kellett elviselnie, amiért bízik benne, és jelenleg is hozzá készülődik. Amikor Marina megérkezik, Grigorij elmondja neki, hogy már nem érdekli hajdani nagyravágyó terve. Őt már csak egy dolog teheti boldoggá: ha Marina mellett, Marináért élhet. A gőgös lány azonban gúnyt űz belőle és elküldi: egyszerű, pirospozsgás lányt otthon is talál magának, ezért igazán nem kellett volna ekkora utat megtennie. Grigorij ekkor újra elhatározásra jut, és biztosítja Marinát: érdemes hozzá menni, mert ő biztosan cár lesz.

### IV. felvonás
1. kép: A székesegyház előtti téren gyűlt össze a nép. Bent a templomban éppen kiátkozzák az eretnek szerzetest, Grigorijt, majd rekviemet mondanak a meghalt cárevicsért. Felvezetik a bolondot, akitől ellopják a kopejkáját. A megalázott férfi sír és nem érti, miért bántják. Ekkor jelenik meg Borisz gyermekei oldalán, kíséretével. Kszenyijával alamizsnát osztanak a szegényeknek, majd a bolond útjába akadnak. A bolond elpanaszolja, hogy bántják és elszedték egyetlen kopejkáját. Borisz nem tudja, hogyan segíthetne rajta. Ekkor a bolond azt mondja, hogy mészároltassa le bántalmazóit, ahogy a kis cárevicset is megölette. Sujszkij rendre akarja utasítani a férfit, de Borisz visszatartja. Megkéri a bolondot, hogy imádkozzon érte is.

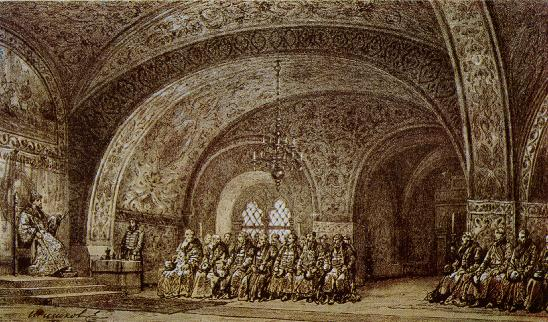
Terem a Kremlben, Siskov díszletterve (1870)

2. kép: A bojárok tanácsa kiszabja büntetését a gaz trónbitorlóra, aki még nincs a kezükön. Megjelenik Sujszkij is, aki elmondja, hogy belesett a cár szobájába, és látta, amint az egyre csak a halott cárevicset véli látni, őt szólongatja. Ezután jelenik meg Borisz: még mindig rémképeivel viaskodik, de aztán nyugalmat erőltet magára. Kéri Sujszkijt, hogy bocsássa elé Piment. Az öreg szerzetes új csodáról ad hírt: Dmitrij sírja felett visszanyerte látását egy vak, a fiatal cárevics sírja kezd zarándokhely lenni. Borisz nem tudja tovább türtőztetni magát: őrjöngeni kezd Dmitrij nevének hallatán. Aztán sietve a fiáért küld. Fjodorra bízza a trónt és vezeklőruhát hozat. A cár rohamai nem hagynak alább, végül holtan esik össze a trónszék mellett.
3. kép: A nép megelégelte Borisz uralmát. Lázadást robbantottak ki, amiért a cár újabb és újabb terheket rótt a nyakukba. Varlaam és Miszail is Borisz bűneit kürtöli szét a tömegben, és prófétai jóslatokkal szörnyű jövőt festenek Oroszországnak. Így uszítják a csőcseléket, amikor hirtelen trombitaszó hallatszik, ami Grigorij jövetelét jelzi. Az ál-Dmitrij és kísérete bevonul, a nép hódolattal fogadja, majd követi Moszkvába. A szín elsötétül, a bolond pedig fájdalmasan siratja el a szegény orosz népet.

## Megjegyzés az opera színpadra állításáról
A Borisz Godunov az operairodalom egyik legtöbbször átdolgozott darabja. Az egyes rendezői felfogások elsősorban ennek okán térnek el egymástól. A világ operaházai hosszú évtizedeken át Rimszkij-Korszakov átdolgozásában játszották a művet, aztán az 1970-es évek második felétől egyre több operaszínpadon lehetett hallani Muszorgszkij autentikus, 1872-es verzióját, de Rimszkij-Korszakov változatát a mai napig fel-felújítják, elsősorban Oroszországban, de Sosztakovicsét nagyon ritkán játsszák. Mára kialakult az a gyakorlat, hogy Muszorgszkij két változatának közös anyagából gyúrják össze az előadás zenéjét, ez a megoldás lényegében Lloyd-Jones rekonstrukciójának felel meg. Ennek következtében a mai autentikus Borisz-előadások hibrid változatok. A szobajelenetet általában az 1869-es verzió alapján viszik színpadra, amelyben látható a másodikból kihúzott, a Vaszilij Blazsennij-székesegyház előtt játszódó jelenet. Ugyanakkor az 1872-es változat újonnan komponált jelenteit is be szokták illeszteni az előadásba. Az egyes verziók nagyjából ugyanazt a cselekményt követik, de a képek és olykor a felvonások beosztása eltérő. Rimszkij-Korszakov például első felvonásnak tüntette fel az opera prológusát. Az egyes képek sorrendjét olykor a rendezők cserélik fel, esetenként elhagyják az első lengyel képet és székesegyház előtti jelenetet. Rimszkij-Korszakov felcserélte a IV. felvonás utolsó két képét, de a mai előadások általában Muszorgszkij akaratát tartják tiszteletben, és a forradalmi jelenettel zárják le a művet. Jelen szócikk a ma általában követett színpadi gyakorlatnak megfelelően ismerteti a cselekményt, amely Lloyd-Jones rekonstrukciós ős változatát veszi alapul, kiegészítve azt Muszorgszkij 1872-es változtatásaival, de megtartva a zeneszerző által később kihúzott részeket. A legutóbbi magyarországi bemutató (vagyis a 2010-es debreceni előadás) is ezt a megoldást alkalmazta.
Az egyes változatok felvonásainak beosztása a leggyakrabban játszott verzióiban:
| Jelenet                                 | Az 1869-es verzió szerint | Az 1872-es verzió szerint | Rimszkij-Korszakov átdolgozása szerint | Lloyd-Jones rekonstrukciója |
| --------------------------------------- | ------------------------- | ------------------------- | -------------------------------------- | --------------------------- |
| A Szent Szűz-kolostor udvara            | Első rész, 1. jelenet     | Prológus, 1. jelenet      | I. felvonás, 1. jelenet                | Prológus, 1. jelenet        |
| Koronázási jelenet                      | Első rész, 2. jelenet     | Prológus, 2. jelenet      | I. felvonás, 2. jelenet                | Prológus, 2. jelenet        |
| Pimen cellája a Szent Csoda-kolostorban | Második rész, 1. jelenet  | I. felvonás, 1. jelenet   | II. felvonás, 1. jelenet               | I. felvonás, 1. jelenet     |
| Kocsma a litván határ közelében         | Második rész, 2. jelenet  | I.felvonás, 2. jelenet    | II. felvonás, 2. jelenet               | I.felvonás, 2. jelenet      |
| Szoba a Kremlben                        | harmadik rész             | II. felvonás              | III. felvonás, 1. jelenet              | II. felvonás                |
| Marina öltöző szobája                   | –                         | III. felvonás, 1. jelenet | III. felvonás, 2. jelenet              | III. felvonás, 1. jelenet   |
| A szandomiri vajda kastélyának kertje   | –                         | III. felvonás, 2. jelenet | III. felvonás, 3. jelenet              | III. felvonás, 2. jelenet   |
| Vaszilij Blazsennij-székesegyház előtt  | Negyedik rész, 1. jelenet | –                         | IV. felvonás, 1. jelenet               | III. felvonás, 3. jelenet   |
| Trónterem a Kremlben                    | Negyedik rész, 2. jelenet | IV. felvonás, 1. jelenet  | IV. felvonás, 3. jelenet               | IV. felvonás, 1. jelenet    |
| Tisztás a Kromi erdőben                 | –                         | IV. felvonás, 4. jelenet  | IV. felvonás, 2. jelenet               | IV. felvonás, 2. jelenet    |

## Az opera zenéje

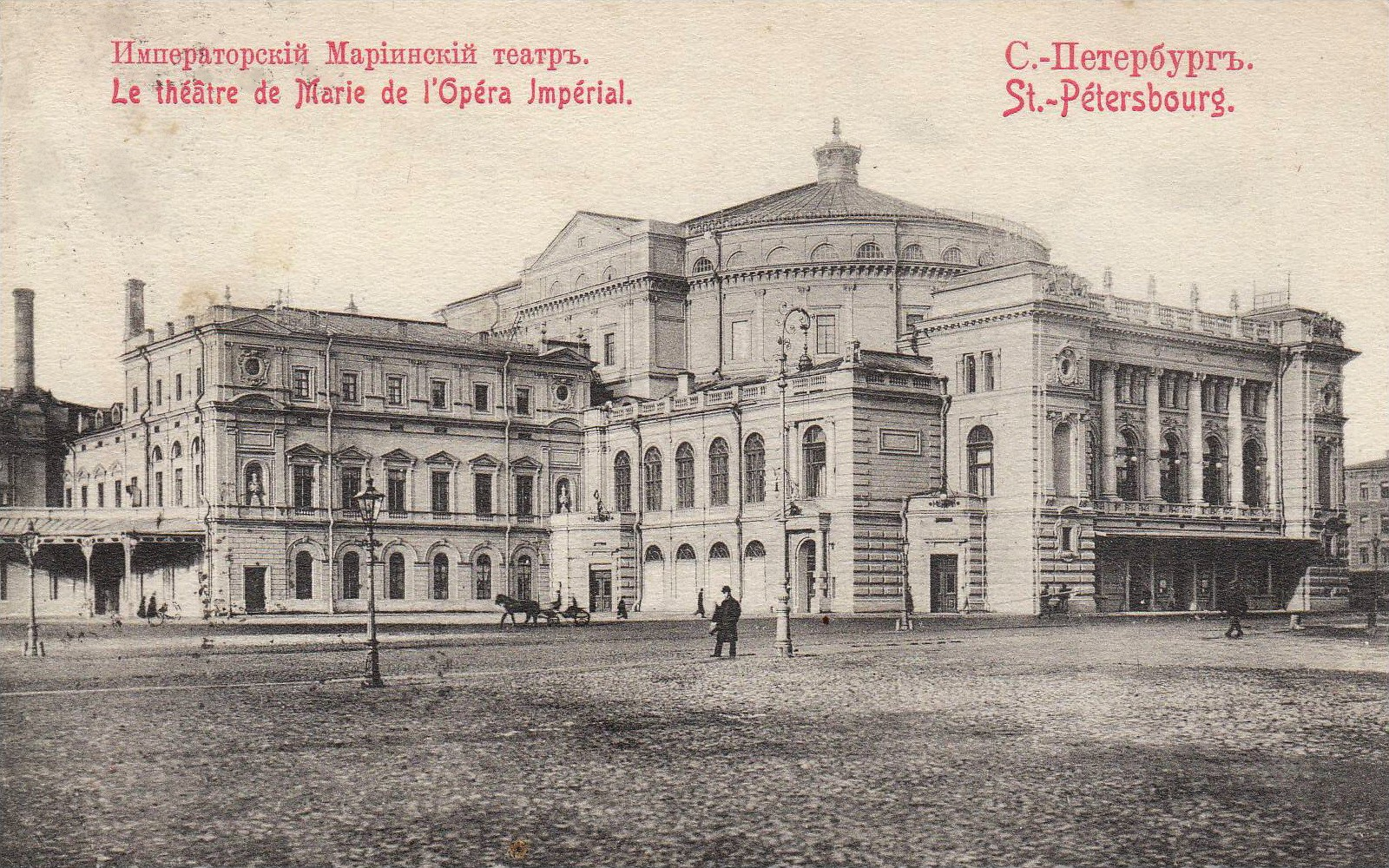
A pétervári Mariinszkij Színház, az opera 1874-es ősbemutatójának színhelye

Muszorgszkij ideája az volt, hogy egy operaszerzőnek az emberi beszédet kell zeneileg reprodukálnia. Ezt először Gogol Háztűznéző című művének megkomponálásánál próbálta meg. Hallatlanul újszerű volt, hogy minden változtatás nélkül vette át Gogol prózai szövegét. Ezzel előremutatott a 20. századi irodalmi operák felé. A Házasság azonban nem készült el, a zeneszerző az első felvonás megkomponálása után félretette művét.
Muszorgszkij fixa ideájához azonban ezután is ragaszkodott. Zenei eszközökkel akarta reprodukálni az emberi gondolatok és érzelmek hangbeli kifejezését. Azt akarta, hogy szereplői minden torzítás és túlzás nélkül úgy beszéljenek operáiban, mint a való életben. Muszorgszkij terve – saját megfogalmazása szerint – az élet melódiája volt. Ezeket a gondolatokat nemcsak ő képviselte az orosz zeneszerzők közül. 1857-ben Dargomizsszkij is azt nyilatkozta, hogy azt szeretné, ha a hangjegyei pontosan azt fejeznék ki, amit a szavak. Dargomizsszkij eszméit A kővendég című operájában próbálta átültetni a gyakorlatba, nem sok sikerrel. Művét végül félbehagyta: nem komponálta meg az utolsó jelenetet és a hangszerelést is Rimszkij-Korszakov végezte el helyette. Muszorgszkij és Dargomizsszkij koncepciója merészen újszerű volt a maga korában. Előttük egy zeneszerzőnek sem jutott volna eszébe ilyen módon operát írni, főleg nem Wagnernek. Pedig mindkét szerzőnek felrótta wagnerizmusát a korabeli kritika.
Emellett Muszorgszkij egy erősen nemzeti témájú szüzsében gondolkodott, magát az orosz népet szerette volna operája főszereplőjévé tenni. Mindenkit megvetett, aki nem ment szembe a közízléssel egy magasabb rendű, független művészet megvalósításának érdekében. Az Ötök csoportjának felbomlásakor meglehetősen ellenséges hangon nyilatkozott Kjui vagy Rimszkij-Korszakov művészetéről is.
Elvei mentén haladva végül egy meglehetősen zord alkotást hozott létre Puskin Borisz Godunovjából kiindulva. Az opera szereplőit élesen körvonalazta, tablószerű jelenetekben léptette fel, az egyes képeket a visszatérő motívumokkal kapcsolva egymáshoz. Az énekszólamok megírásakor kínosan ügyelt arra, hogy kerüljön minden behízelgő hatást, lágy dallamosságot. Dallamait az orosz beszéd hanglejtéséhez szabta. Részletes előadói utasításokkal tűzdelte meg a partitúrát, annak érdekében, hogy az énekesek minél jobban tartsák magukat az általa gluhónak nevezett stílushoz.
A gluho olyan, mint az énekbeszéd: a kifejezés nyomatékosítása kedvéért az énekesnek el kell homályosítania a leírt szólamot, bizonyos szótagokat pedig túl kell hangsúlyoznia. A gluho elsősorban Borisz látomásait jellemzi, de igen sokszor színezi az opera más részeit is. Magukat az énekszólamokat kezdetleges harmóniák támasztják alá, a hangszeres ellenpontozás gyakran hiányzik, így a zenei tájkép sokszor elég puritán. A koronázási jelenet hatásos és színpadszerű, különösen híres és kiemelkedő a valódi és az imitált harangok epizódja is, de az opera távol esik Rimszkij-Korszakov vagy Borogyin színes harmóniavilágától.
A Borisz Godunov atmoszféráját az énekesek közvetítik. Az énekszólamok annyira domináns szerepet játszanak, hogy megszakadásukkal az esetek többségében a zenekar is leáll. A gluho mellett a csendek kitüntetett szerepe is Debussy munkásságát előlegezi meg.

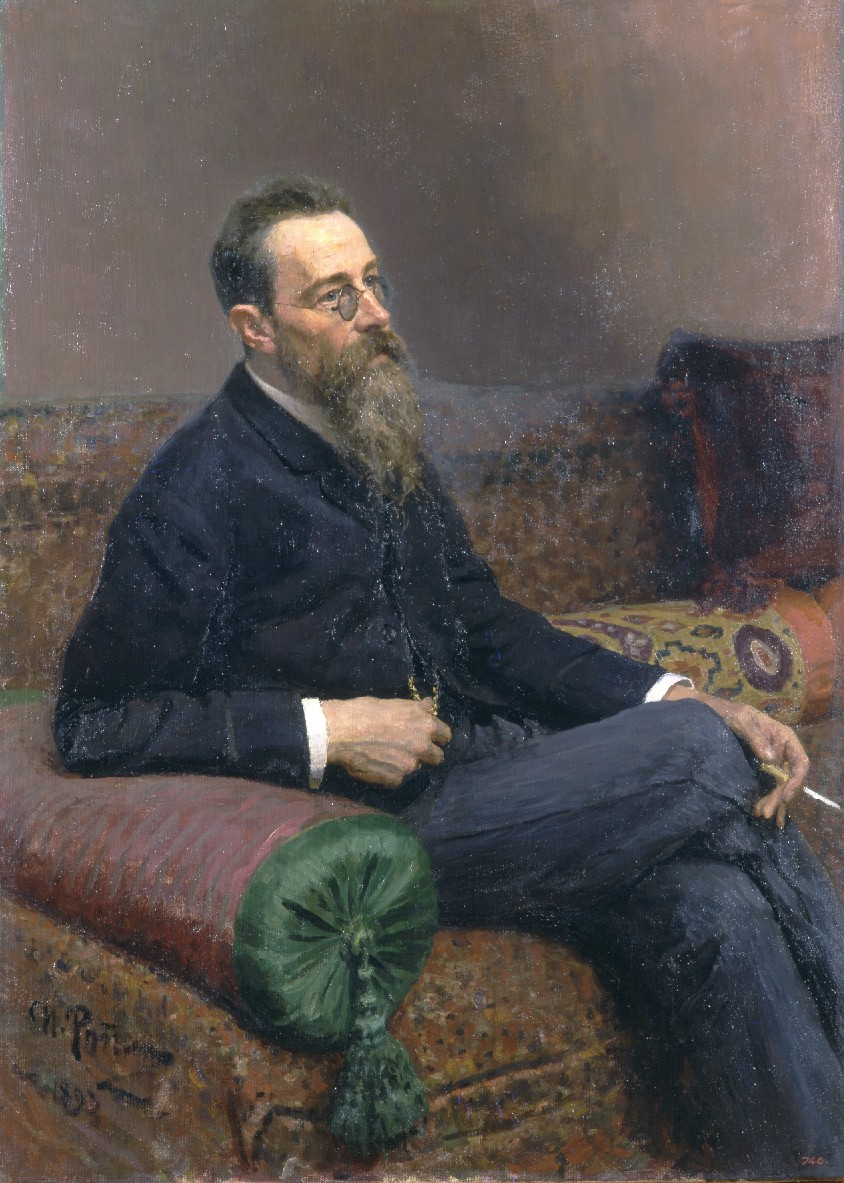
Nyikolaj Rimszkij-Korszakov Repin képén

Maga a zenei alapszövet szoros kapcsolatot tart az orosz népdal világával. A szerző több helyen is beépített eredeti, orosz népdalokat művébe, de olykor saját dallamai is igen hasonlítanak az ősi orosz zene világához. A zene harmóniarendszere és formavilága is az orosz folklórt idézi, felhasználva az orosz egyházi és népi zene sajátosságait. Ilyenek a szabálytalan, főleg ötütemű periódusok, a hangsúlyeltolódás és a gyakori ütemváltás. A népzene volt az ihletőjük a szandomiri jeleneteknek is. Ezekben mazurka, krakowiak és polonéz dallamok jelzik a lengyel környezetet, Marina és Grigorij szerelmi duettjében pedig olasz reminiszcenciák érezhetőek.
Az egyes jelenetek a parlando-szerű, szabadabban formált, valamint ariózus részek egymásba átfolyó váltakozásából épülnek fel. Muszorgszkij azzal minden korábbi operaszerző társát felülmúlta, hogy az epikus tartalom ellenére intenzív sodrású drámai erővel, valamint a helyzetek és a jellemek lélektanilag is valószerű ábrázolásával volt képes felruházni muzsikáját.
A Borisz Godunov nem a kidolgozottság terméke. Muszorgszkij nem tudott, de valószínűbb, hogy nem is akart egy számára nyugati megoldásnak tűnő, szerves drámai struktúrát felépíteni. Egyetlen befejezett operája kissé kaotikus benyomást kelt. Kedvelte a nagy jeleneteket, hatásosan meg is tudta őket komponálni, de nehezen tudta őket dramaturgialiag egymáshoz kapcsolni. A zenekart árnyaltan és hatásosan kezelte, de olykor nagyon nehéz feladatokat rótt a zenészekre. Muszorgszkij egy-két kivételtől eltekintve nem alkotott művészileg abszolút értékűt. De az igazsághoz az is hozzátartozik, hogy nem is volt szándékában, hogy a nyugat-európai konvenciók szerint építse fel műveit. A Borisz Godunov esetében sem akart mást, mint feltárni az emberi természet mélységeit, ahogy ő látta és érezte, minden megfontolás nélkül. Többek között ezért uralkodott hosszú évtizedeken át az a nézet, hogy a Borisz zenéje tele van nyers hibákkal, amelyeknek a kijavítása nélkül nem lehet színpadra állítani a darabot.
Tény, hogy a Borisz Godunov nem felel meg a hagyományos értelemben vett zenei grammatikának, harmóniafűzései olykor bizarrok, hangszerelése egyes részletekben ügyetlen, de a Borisz Godunov, minden fogyatékossága ellenére, az orosz operairodalom legnagyobb zenedrámai teljesítménye.

## Az opera drámai elemzése
Muszorgszkij operája és Puskin drámája is két metamorfózis történetet beszél el, amelyek egymással párhuzamosan futnak. Az első történet a cár szerzetessé válásáról, míg a második történet ennek fordítottjáról: a szerzetes cárrá válásáról szól.

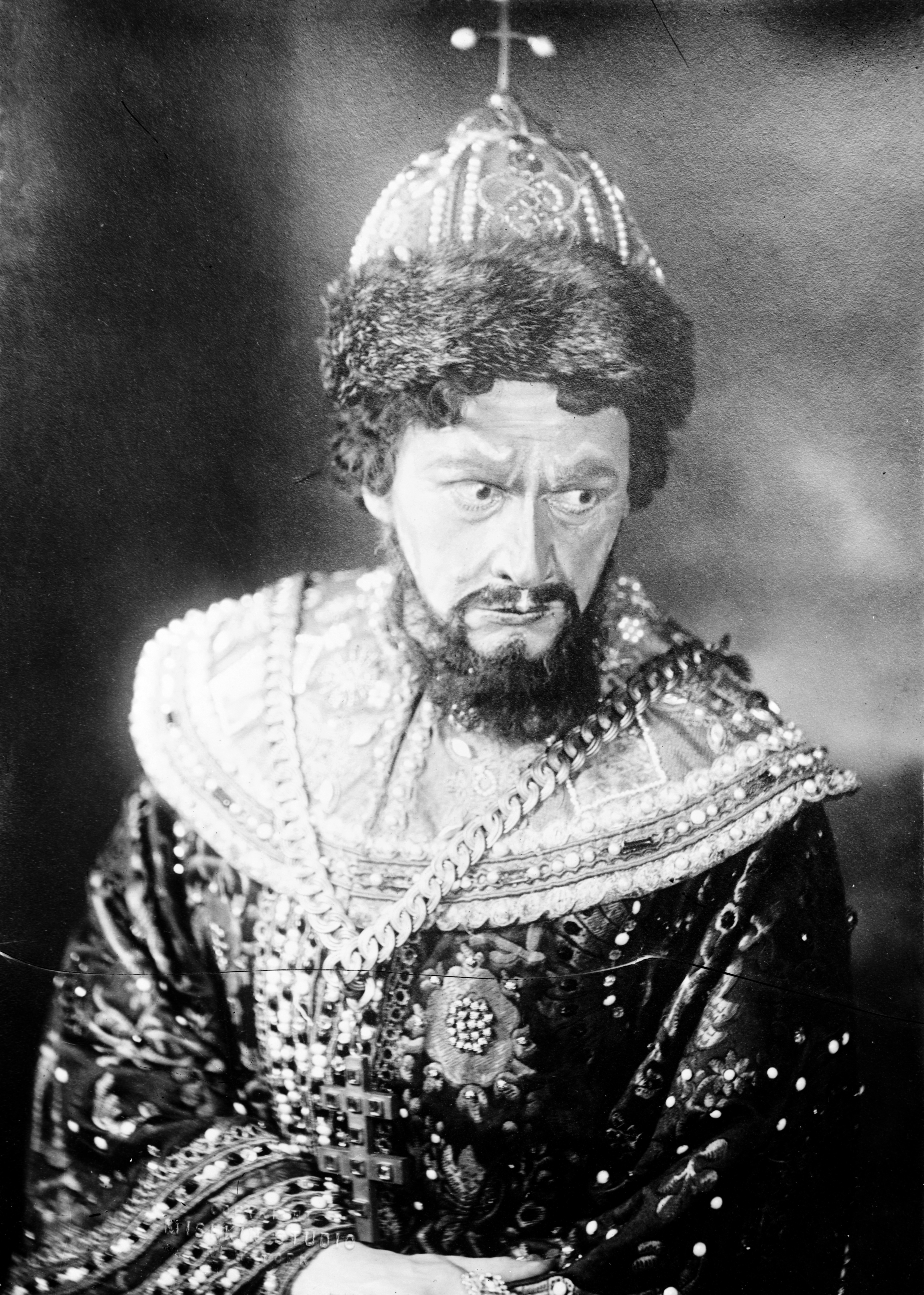
Adamo Didur Borisz Godunov szerepében

A címszereplő metamorfózisa a koronázási jelenettel kezdődik. Ezt a jelenetet harangzúgás intonációja hatja át. A koronázást ünnepélyes zeneakkordok kísérik, amik éles ellentétben állnak az énekszólam elfogódott intonációjával. Ez az ellentét szcenikusan is kifejeződik a templombelső és a templomi előtér kontrasztja révén. A moll hangnem az egész operában a kolostort, a szerzetesi létet jellemzi, szemben a dúr hangnemmel, amely a cári intézmény toposza. Amikor Borisz a prológusban kilép a templomból, a moll hangnem egy ószláv intonációs fordulattal átcsap a cári intézmény dúr hangnemébe. A dúr hangnem révén beállt fordulatot szcenikusan a népét ünnepi lakomára hívó uralkodó kézlendítése jelzi. Puskin szövege is jelzi ezen a helyen, hogy az első ízben színre lépő Borisz emberileg már összeomlott, de a cári intézmény megtestesítőjeként még kikezdhetetlen.
Grigorij metamorfózisa cellabeli jelenetével kezdődik, pontosabban a szerzetes álmával, amelyben a magasra vezető meredek lépcsőről a mélybe bukik. Pimen szólamának jambikus lejtését Muszorgszkij Puskintól vette át, monológjának atmoszferikus hatását tovább erősíti a szerzetesek éneke a háttérben. Ez a megoldás a 16. századi egyházzenét idézi. Pimen szólama váratlanul megtörik, amikor egy kromatikus rész következtében a hangnem átvált esz-mollból G-dúrba. A kromatikus fordulat a szövegnek arra a részére irányítja a figyelmet, amelyben Pimen megjövendöli Grigorijnak a cári identitás szerzetesibe fordulását. A kromatikus fordulat megsérti az egyházzenei harmónia szövetét, ezzel felhívja a figyelmet Pimen szavainak kétértelműségére. Ez a zene által is alátámasztott kétértelműség teszi lehetővé, hogy Grigorij Pimen szavaiból az ellenkezőjét hallja ki a mondottaknak: ha a cárból szerzetes lehet, akkor egy szerzetes is cárrá válhat. A cárevics halálának elbeszélésével Pimen feltárja szerzetestársa előtt a csodálatos átváltozás lehetséges útját is. A jelenet végén hallatszik a hajnali misére hívó szerzetesek elmosódott éneke a harangszóval, ez a motívum a koronázási jelenet moll-kiegészítőjeként előrevetíti Borisz metamorfózisát: a cárból szerzetes lesz.
Amikor Pimen társára bízza művének folytatását, akkor a krónika továbbírására gondol, de Grigorij szemei előtt már a történelem továbbírásának lehetősége lebeg. Pimen végül nem engedi ki kezéből az istenítélet kihirdetését, így Grigorij csak az emberi ítéletet hajthatja végre a cáron.

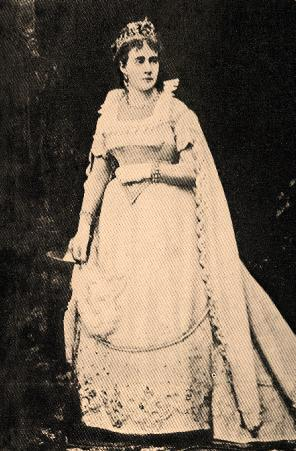
Julija Platonova, az ősbemutató Marinája

Borisz metamorfózisának első fázisát a már említett harangzúgás, míg második fázisát az óraütés váltja ki. A szobajelenetben a cár különböző érzelmi szféráit a színpadi kulissza és a zenei alakzatok jelenítik meg. Amikor megszólal az óra harangjátéka, Fjodor magyarázni kezdi nővérének a szerkezet működését. Verbális leírását szépen illusztrálja a zenekari kíséret. A zenével egy időben az órából előlépő bábok megelevenednek Fjodor lelki szemei előtt. Erre a hallucinációs játékra rímel Borisz hallucinációja a felvonás végén. Az ezt követő óraütés fizikai, majd pszichés szimptómákat vált ki a cárból. A harangjáték alatt Fjodor elbeszélésében a fafúvósok, míg Borisz elbeszélésében a vonósok dominálnak. Fjodor énekszólama elnyomja a zenekari kíséretet, míg Borisz esetében a zenekar nyomja el az énekszólamot. Az óraütés a cárt rémképekkel fenyegeti, s ez fizikailag is testet ölt, amikor az órából előlép a megölt cárevics árnyképe. A két hallucináció esetében Muszorgszkij átvette Puskin szövegét, de azt a zenei intonációhoz igazítva széttördelte. Az óraütés visszautal a koronázási jelenet harangzúgására, és előrevetíti a következő felvonás cselekményét.
Az utolsó felvonásban harangzúgás közepette teljesedik be az istenítélet Borisz felett. Pimen szavainak kétértelműsége is ekkor válik nyilvánvalóvá: a haldokló cárokat régi szokás szerint szerzetescsuhába öltöztetik, így Pimen kijelentései magukba foglalják Grigorij puccsra való felhívását is. Az opera elemzői általában Sujszkij és Rangoni alakját jelölik meg intrikusként. Sujszkij a cár lelkiismeretét, míg Rangoni az uralkodó külső fenyegetettségét veszi célba: a jezsuita politikai intrikát szít, Sujszkij pedig Borisz pszichéjére próbál hatni. Egyes értelmezések szerint azonban az igazi intrikus Pimen. Második fellépése alkalmával is a pravoszláv atmoszféra zenei és szcenikai kellékei veszik körül. Öndicsőítően mutatkozik meg, ezenkívül gesztusai és szenvedélyes intonációja is leplezik igazi szándékait: nem azért jött, hogy tanúságot tegyen, hanem hogy Borisz felett ítéletet mondjon. Isten ítélkező szerepében tűnik fel, így ő is bitorló lesz, nem csak Grigorij.
Puskin drámájában is az öreg szerzetes áll szemben Borisszal, nem a fiatal. Grigorijt a hatalom babonázza meg, nem a bűnös cár feletti ítélkezés vágya hajtja. Muszorgszkijnál azonban Pimen nemcsak felbujtó, hanem egyben a világi bosszú végrehajtója is.
Az opera utolsó jelentében Grigorijt a zeneszerző zenei eszközökkel legitimálta: az ujjongó harsonák szólamában felbukkan a meggyilkolt cárevics motívuma, viszont hiányzik az egyházi szláv zenei intonáció. Ez egyértelműen utal Grigorij legitimálásának illuzórikus történelmi megoldására.

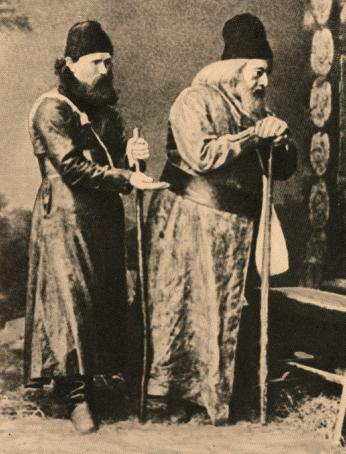
Miszail és Varlaam, jelenet az ősbemutatóból

Muszorgszkij dramaturgiáját Rimszkij-Korszakov zeneileg is elhibázottnak tarthatta. Ez magyarázza, hogy miért vágta ki Pimen cellabeli monológját, hagyta el Fjodor órajelenetét, és cserélte fel az opera két utolsó színét. Lehet, hogy Rimszkij-Korszakov változtatásai jobban megfelelnek a korabeli operadramaturgiai gyakorlatnak, de olyan interpretációt eredményeznek, amely eltorzítja Puskin eredeti mondanivalóját. Ezzel szemben Muszorgszkij tisztán zenei hangsúlyok alapján összeválogatott jelenetei olyan összefüggéshálót alkotnak, amelyek az irodalmi szüzsére is érvényesek, és hűen tolmácsolják a költő gondolatait.
Muszorgszkij sokkal brutálisabb és pesszimistább Puskinnál, aki drámájának a végén a nép hallgatása egyben a nép bölcsességére is utal, míg Muszorgszkij esetében a nép erőszakos csőcselék. Az opera végén a bolond csak áthatolhatatlan sötétséget lát. Eszerint az Orosz Birodalom jövője saját, ciklikusan ismétlődő múltja.
Borisz jelenléte meghatározza az operát, de maga a címszereplő csak két nagy jelenetet kapott. A lelki vívódásaival küzdő őrült cár szerepe a drámai basszus repertoár csúcspontja, de Grigorij erőszakosan ambiciózus hőstenorja, vagy Marina drámai mezzoszopránja is hálás szerep. Marina jelenetei az opera néhány legszenvedélyesebb részletét teremtik meg. Muszorgszkij emellett a legjelentéktelenebb mellékszereplőt is igen egyénien rajzolta meg. Az első felvonás kórusából egyénileg megrajzolt alakok emelkednek ki, de rendőrfelügyelő alakja is gondosan körvonalazott személyiséget tár elénk.
A történet sok képből áll, sok helyen játszódik, Grigorij és Borisz meséje szétválik és egymással párhuzamosan fut (a két szereplő nem találkozik egymással), ezért sok elemző a mű igazi főszereplőjének a népet tartja. A prológus első jelenetében vagy az opera záróképében a nép nem pusztán a kórust szolgáltató tömeg, hanem fontos cselekményhordozó. Jelenléte voltaképpen keretbe foglalja az eseményeket, de jelentős szerepet játszik a tömeg a koronázási vagy a székesegyház előtti jelenetekben is. A kórusra igen nagy feladat hárul, ezért egyes zenetörténészek a Borisz Godunovot kórusoperaként emlegetik.

## Az opera ismertebb részletei
- „На кого ты нас покидаешь, отец наш!” – Az opera nyitókórusa (Prológus)
- "Уж как на небе солнцу красному слава" – Kórusrészlet (Prológus)
- „Как во городе было во Казани” – Varlaam bordala (I. felvonás)
- „Достиг я высшей власти” – Borisz monológja (II. felvonás)
- „Сцена с курантами” – Órajelenet (II. felvonás)
- „О царевич, умоляю” – Szökőkút-jelenet (Marina és Grigorij kettőse) (III. felvonás)
- „Прощай, мой сын, умираю…” – Borisz búcsúja és halála (IV., felvonás)[24]

## Hangfelvételek áttekintése
A Borisz Godunovból majdnem húsz teljes hangfelvétel készült. A címszerepet nagyszerűen énekli Ivan Petrov, Alekszandr Pirogov, Nikolaj Gjaurov és Martti Talvela is. Fjodor Saljapin legendás Borisz volt: neve teljesen összefonódott a címszereppel, de nem énekelte a teljes operát lemezre, csak egyes jeleneteit. Az 1928-as Covent Garden-beli alakításának hosszabb részleteit kiadták a Guild CD-jén (GHCD 2206). A Metropolitan Operában a 20. század két remek basszistája is énekelte a szerepet. Ezio Pinza 1938-ban egy olasz nyelvű produkció keretében formálta meg Boriszt. A felvételt a Naxos forgalmazza. Négy évvel később Alekszandr Kipnisz alakította nagyszerűen a címszerepet oroszul, míg a többi szereplő olasz nyelven énekelt. A Chandos-féle válogatás az operából szintén remek felvétel, nem lehet tudni, miért nem látták értelmét a teljes mű felvételének és kiadásának. Ha valaki Rimszkij-Korszakov verziójára kíváncsi, annak a következő két felvétel ajánlott: az EMI kiadásában megjelent 1962-es Nicolai Gedda, Borisz Hrisztov, Eugenia Zareska közreműködésével, Issay Dobrowen vezényletével. Valerij Gergijev a Philipsszel együttműködve felvételt készített az ős-Boriszból és az 1872-es átdolgozásából is, amiből egy öt CD-s gyűjtemény jelent meg. Sosztakovics verziójából mindeddig egyetlen teljes felvétel jelent meg, az Arkasia gondozásában.
Az egyes video- és hangfelvételeket áttekintő táblázat:[forrás?]
| A felvétel éve | A főbb szerepeket alakító énekesek (Borisz, Grigorij, Marina)    | Vezényel, Közreműködik                                                                                           | Verzió                   | Kiadás                                                |
| -------------- | ---------------------------------------------------------------- | --- | ------------------------ | ----------------------------------------------------- |
| 1948           | Mark Rejzen, Georgij Nelepp, Marija Makszakova                   | Nyikolaj Golovanov, a Bolsoj Színház kórusa és zenekara                                                          | Rimszkij-Korszakov 1908  | Audio CD: Aquarius AQVR 1772                          |
| 1949           | Alekszandr Pirogov, Georgij Nelepp, Marija Makszakova            | Nyikolaj Golovanov, a Bolsoj Színház kórusa és zenekara                                                          | Rimszkij-Korszakov 1908  | Audio CD: Opera d'Oro OPD 1363                        |
| 1952           | Borisz Hrisztov, Nicolai Gedda, Eugenia Zareska                  | Issay Dobrowen, A Francia Rádió Zenekara, a Párizsi Orosz Kórus                                                  | Rimszkij-Korszakov 1908  | Audio CD: Brilliant Classics «Opera Collection» 93926 |
| 1954           | Miroslav Čangalović, Miro Branjnik, Melanie Bugarinović          | Kresimir Baranović, A Belgrádi Nemzeti Opera kórusa és zenekara                                                  | Rimszkij-Korszakov 1908  | 33rpm LP: London XLLA 31                              |
| 1954           | Alekszandr Pirogov, Georgij Nelepp, Larisza Avgyejeva            | Vaszilij Nyebolszin, A Bolsoj Színház kórusa és zenekara                                                         | Rimszkij-Korszakov 1908  | DVD Video: Video Artists International VAI 4253       |
| 1962           | Borisz Hristov, Dmitrij Uzunov, Evelyn Lear                      | André Cluytens, A la Societe des Concerts du Conservatoire zenekara                                              | Rimszkij-Korszakov 1908  | Audio CD: EMI 5 67877-2                               |
| 1962           | Ivan Petrov, Vlagyimir Ivanovszkij, Irina Arhipova               | Alekszandr Melik-Pasajev, A Bolsoj Színház kórusa és zenekara                                                    | Rimszkij-Korszakov 1908  | Audio CD: Melodiya MEL CD 10 00764                    |
| 1963           | George London, Vlagyimir Ivanovszkij, Irina Arhipova             | Alekszandr Melik-Pasajev, A Bolsoj Színház kórusa és zenekara                                                    | Rimszkij-Korszakov 1908  | Audio CD: Sony SM3K 52571                             |
| 1967           | Miroslav Čangalović, Ljubomir Bodurov, Breda Kalef               | Dusan Miladinović, A Belgrádi Nemzeti Opera kórusa és zenekara Sosztakovics hangszerelésével, világelső felvétel | Sosztakovics 1963 Muzgiz | Audio CD: Arkadia MP 492.3                            |
| 1970           | Nyikolaj Gyaurov, Ludovic Spiess, Galina Visnyevszkaja           | Herbert von Karajan, Bécsi Filharmonikusok                                                                       | Rimszkij-Korszakov 1908  | Audio CD: Decca 000747902                             |
| 1973           | Nyikolaj Gyuszelev, Dimitri Damiano, Alekszandrina Milcseva      | Asszen Najdenov, A Szófiai Nemzeti Opera kórusa és zenekara                                                      | Rimszkij-Korszakov 1908  | Audio CD: Fidelio D 1824-26                           |
| 1976           | Martti Talvela, Nicolai Gedda, Bozena Kinasz                     | Jerzy Semkow, A Lengyel Nemzeti Rádió zenekara, a Krakkói Rádió kórusa                                           | Muszorgszkij 1872        | Audio CD: EMI 5 09178                                 |
| 1978           | Jevgenyij Nyeszterenko, Vlagyiszlav Pjavko, Irina Arhipova       | Borisz Hajkin, A Bolsoj Színház kórusa és zenekara                                                               | Rimszkij-Korszakov 1908  | DVD: Via Classic 5 99278-9                            |
| 1983           | Alekszandr Vegyernyikov, Vlagyiszlav Pjavko, Irina Arhipova      | Vlagyimir Fedoszejev, USSR Nemzeti Rádió zenekara és kórusa                                                      | Muszorgszkij 1872        | Audio CD: Philips 412 281-2                           |
| 1985           | Jevgenyij Nyeszterenko, Vlagyimir Atlantov, Jelena Obrazcova     | Mark Ermler, A Bolsoj Színház kórusa és zenekara                                                                 | Rimszkij-Korszakov 1908  | Audio CD: Regis Records RRC 3006                      |
| 1986           | Aage Haugland, Stig Fogh Andersen, ??                            | Dmitrij Kitajenko, A Dán Rádió szimfonikus zenekara és kórusa                                                    | Muszorgszkij 1872        | Audio CD: Kontrapunkt 32036-32037                     |
| 1986           | Nyikolaj Gyaurov, Mihail Szvetlov, Sztefka Mineva                | Emil Csakarov, A Szófiai Fesztivál Zenekar, A Szófiai Nemzeti Opera kórusa                                       | Muszorgszkij 1872        | Audio CD: Sony S3K 45763                              |
| 1987           | Jevgenyij Nyeszterenko, Vlagyiszlav Pjavko, Tamara Szinyavszkaja | Alekszandr Lazarov, A Bolsoj Színház kórusa és zenekara                                                          | Rimszkij-Korszakov 1908  | DVD: 6991811 6991811                                  |
| 1987           | Ruggero Raimondi, Vjacseszlav Polozov, Galina Visnyevszkaja      | Msztyiszlav Rosztropovics, Washingtoni Nemzeti Szimfonikus Zenekar, Washingtoni Kórustársaság                    | Muszorgszkij 1872        | Audio: ERATO 2292-45418-2                             |
| 1987           | Simon Estes, Neil Shicoff, Shirley Verrett                       | James Levine, Staatskapelle Dresden, Rundfunkchor Leipzig                                                        | Muszorgszkij 1872        | Audio CD: Deutsche Grammophon Cat: 426 513-2          |
| 1990           | Robert Lloyd, Alekszej Sztyebljanko, Olga Borogyina              | Valerij Gergijev, A Mariinszkij Színház zenekara és kórusa                                                       | Muszorgszkij 1872        | DVD: Philips 75 089-9                                 |
| 1993           | Anatolij Kotscherga, Szergej Larin, Marjana Lipovšek             | Claudio Abbado, a Berlini Filharmonikusok, a Szlovák Filharmonikusok kórusa, Berlini Rádió kórusa                | Muszorgszkij 1872        | Audio CD: Sony «Classical» 3K 58977                   |
| 1997           | Nyikolaj Putyilin, Viktor Lutszjuk, ??                           | Valerij Gergijev, a Mariinszkij Színház kórusa és zenekara                                                       | Muszorgszkij 1869        | Audio: Philips 462 230-2                              |
| 1997           | Vlagyimir Vanyejev, Vlagyimir Galusin, Olga Borogyina            | Valerij Gergijev, A Mariinszkij Színház zenekara és kórusa                                                       | Muszorgszkij 1872        | Audio: Philips Cat: 462 230-2                         |